# Esteban VII
Esteban VII o VIII (* Roma, (¿?)-† febrero de 931). Papa 124.º de la Iglesia católica de 928 a 931.
De nombre Esteban Gabrielli (Stephanus de Gabriellibus), fue elegido al igual que sus predecesores gracias a la influencia de Marozia y su familia cuando ocupaba la dignidad eclesiástica de Cardenal. Su pontificado no registró acontecimientos de importancia.
En los últimos años de su pontificado, el papa Juan X había incurrido en la ira de Marozia, la Donna Senatrix y fue encarcelado y asesinado. 
Marozia confirió entonces el papado al papa León VI, quien murió seis meses y medio después en su puesto. Le sucedió Esteban VII, probablemente por la influencia de Marozia. 
Durante sus dos años como papa careció de poder, pues Marozia lo dominaba. 
Falleció asesinado en febrero de 931.